# Utsubo monogatari

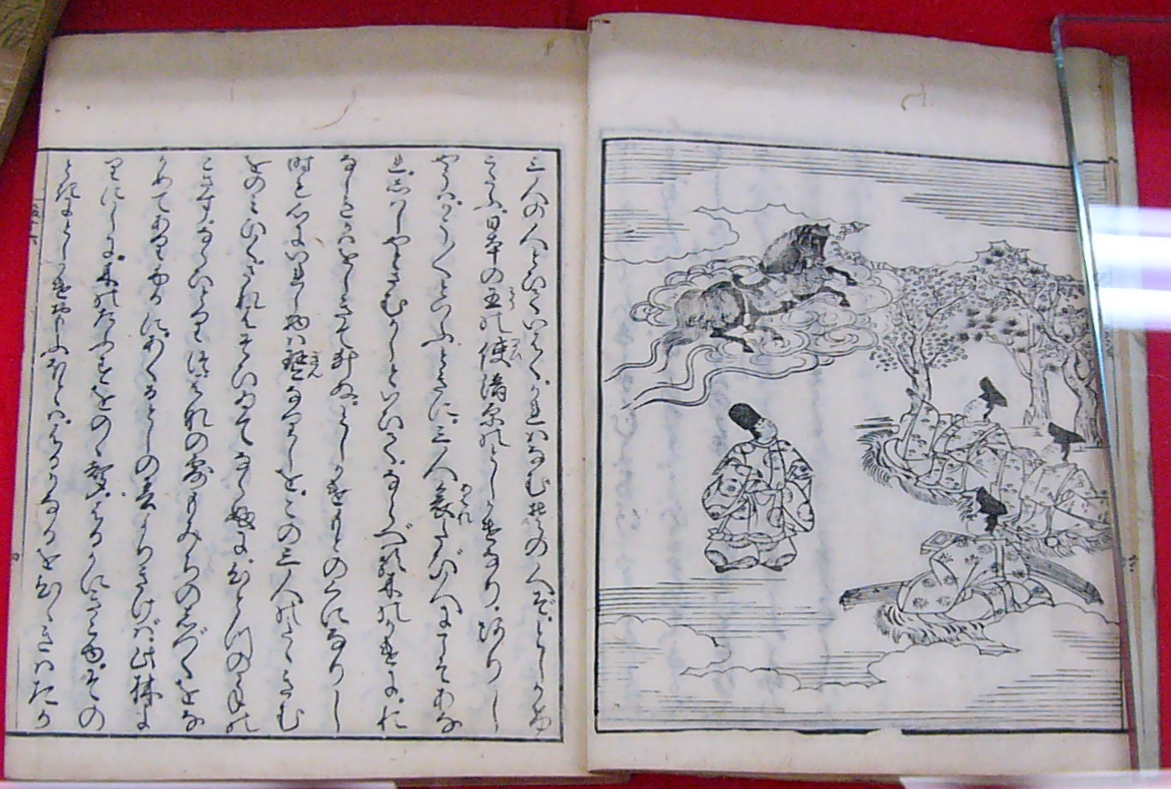
Édition de 1809.

L'Utsubo monogatari (うつほ物語, Conte de l'arbre creux) est un récit japonais (monogatari) de la fin du Xe siècle. C'est l'ouvrage de narration complet le plus ancien du Japon,.

## Composition
L'auteur est inconnu mais le nom de Minamoto no Shitagō est cité comme auteur éventuel. Il est possible par ailleurs que plusieurs auteurs aient contribué à la composition de l’ouvrage pendant plusieurs années. Le texte est mentionné dans un certain nombre d’œuvres plus tardives comme le Kagerō nikki (vers 977) et le Makura no sōshi, laissant penser à la possibilité d'une compilation entre 970 et 999.

## Titre
Le titre de l'histoire, Conte de l'arbre creux, est tiré d'un incident relaté au début du récit. Les protagonistes, Nakatada et sa mère, se réfugient dans les montagnes et vivent dans le tronc creux d'un cèdre,. Les ateji (宇津保) sont aussi utilisés.

## Contenu
L’œuvre, qui comprend vingt volumes, appartient au genre monogatari et plus précisément au sous-genre tsukuri monogatari. Elle raconte l'histoire d'une harpe koto qui se transmet sur quatre générations. 
Les vingt chapitres se suivent ainsi :
| Chapitre | Titre                         |
| -------- | ----------------------------- |
| 1        | Toshikage (俊蔭)              |
| 2        | Tadakoso (忠こそ)             |
| 3        | Fujiwara no Kimi (藤原の君)   |
| 4        | Saga no In (嵯峨院)           |
| 5        | Ume no Hanagasa (梅の花笠)    |
| 6        | Fukiage (jō) (吹上(上))       |
| 7        | Fukiage (ge) (吹上(下))       |
| 8        | Matsuri no Tsukai (祭の使)    |
| 9        | Kiku no En (菊の宴)           |
| 10       | Atemiya (あて宮)              |
| 11       | Hatsuaki (初秋)               |
| 12       | Tazu no Muradori (田鶴の群鳥) |
| 13       | Kurabiraki (jō) (蔵開(上))    |
| 14       | Kurabiraki (chū) (蔵開(中))   |
| 15       | Kurabiraki (ge) (蔵開(下))    |
| 16       | Kuniyuzuri (jō) (国譲(上))    |
| 17       | Kuniyuzuri (chū) (国譲(中))   |
| 18       | Kuniyuzuri (ge) (国譲(下))    |
| 19       | Rō no Ue (jō) (楼上(上))      |
| 20       | Rō no Ue (ge) (楼上(下))      |

L'histoire est généralement répartie en trois sections principale , :
1. Chapitres 1-12 : Toshikage est envoyé en Chine mais fait naufrage en Perse. Il obtient les harpes mystiques et retourne au Japon où il enseigne la musique à sa fille. Celle-ci a un fils, Nakatada et l'élève dans un arbre creux. Nakatada veut épouser Atemiya.
2. Chapitres 13-18 : des rivalités politiques variées impliquent la maisonnée de Nakatada et le prince impérial.
3. Chapitres 19-20 : Nakatada transmet les traditions musicales familiales à Inumiya.